# Tomaž Vnuk
Tomaž Vnuk, slovenski hokejist, * 11. april 1970, Ljubljana.
Vnuk, ki velja za enega najboljših slovenskih hokejistov obdobja po osamosvojitvi Slovenije, je večino kariere z nekaj presledki igral za Olimpijo, s katero je osvojil sedem naslovov slovenskega državnega prvaka, od sezone 2007/08 je bil do upokojitve tudi njen kapetan. Ob tem je igral v slovenski ligi za klube HK Celje, HK Alfa in HK Acroni Jesenice, v avstrijski ligi pa za kluba VEU Feldkirch in EC Villach. S Feldkirchom je osvojil po en naslov avstrijskega državnega prvaka in evropske lige. V začetku kariere je eno sezono igral tudi v severnoameriški ligi WHL za klub Medicine Hat Tigers. 
Za slovensko reprezentanco je nastopil na devetih Svetovnih prvenstvih v hokeju na ledu, tudi na prvenstvu leta 2001, ko je vidno pripomogel k prvi uvrstitvi slovenske reprezentance v elitno skupino svetovnega hokeja, skupno pa je nastopil na 150-ih reprezentančnih tekmah, na katerih je dosegel 88 golov in 83 podaj, več let je bil tudi kapetan reprezentance. Dvakrat je bil tudi najboljši strelec Svetovnega prvenstva skupine C. Nastopil je tudi na enem Svetovnem prvenstvu za jugoslovansko reprezentanco, za katero je odigral enajst tekem. Igral je na položaju centralnega napadalca. Pogosto pri Olimpiji, občasno pa tudi v slovenski reprezentanci, je bil član napadov Vnuk-Kontrec-Zupančič in T. Vnuk-J. Vnuk-Kastelic. 
Tudi njegov brat Jure, s katerim sta pri Olimpiji več let igrala skupaj v napadu, je bil hokejist, kot tudi oče Rajko, ki je bil dolgoletni hokejist Olimpije in jugoslovanski reprezentant. 

## Hokejska kariera

### Mladinska kariera
Na svoj prvi hokejski trening v Halo Tivoli je v starosti štirih let prišel v dresu NHL kluba Toronto Maple Leafs. Odraščal je tudi skupaj z Dejanom Kontrecem in Andrejem Brodnikom, ki sta tudi letnik 1970, ter Nikom Zupančičem, ki je dve leti starejši, in Gregorjem Krajncem, ki je šest let mlajši. Vsi so prišli do članskega moštva Olimpije pod vodstvom češkega trenerja  Vlada Švejde, dolgoletnega trenerja Olimpijinih mladincev.

### Članska kariera
Vnuk je člansko hokejsko kariero začel pri ljubljanskem klubu Olimpija Hertz v jugoslovanski ligi v sezoni 1987/88, ko ga je v člansko postavo uvrstil tedanji trener Štefan Seme. V sezoni 1989/90 je igral za klub Medicine Hat Tigers v severnoameriški ligi WHL. Zaigral je na dvajsetih tekmah, na katerih je dosegel dva gola in tri podaje, za sezono 1990/91 pa se je vrnil k Olimpiji. Leta 1991 je prvič nastopil na Svetovnem prvenstvu v hokeju na ledu za jugoslovansko reprezentanco. Na sedmih tekmah je dosegel en gol in pet podaj, reprezentanca pa je v skupini B zasedla šesto mesto. Na tekmi proti japonski reprezentanci je prispeval dve podaji in bil izbran za najboljšega hokejista tekme. V klubu je počasi prevzemal vse pomembnejšo vlogo in v sezoni 1991/92 je bil s po triintridesetimi goli in podajami eden boljših strelcev Olimpije. Pred sezono 1992/93 je prestopil v HK Celje, kjer se je takoj izkazal s sedemintridesetimi goli, s čimer je bil prvi strelec slovenske lige. Z enainpetdesetimi goli in petindvajsetimi podajami je bil v naslednji 1993/94 četrti strelec lige in prvi klubski strelec, Celje pa je osvojilo četrto mesto v prvenstvu. Leta 1993 je nastopil na svojem prvem Svetovnem prvenstvu za slovensko reprezentanco. Na treh sedmih tekmah je dosegel deset golov in štiri podaje, reprezentanca pa je zasedla četrto mesto. V sezoni 1993/94 je bil s petdesetimi goli in triindvajsetimi podajami peti strelec lige in ponovno najboljši klubski strelec, Celje pa je bilo tokrat tretje v prvenstvu. 
Leta 1994 je na Svetovnem dosegel štiri gole in dve podaji na šestih tekmah, reprezentanca pa je osvojila peto mesto. Pred sezono 1994/95 se je vrnil k Olimpiji, ki ji je s po šestindvajsetimi goli in podajami pomagal do prvega naslova državnega prvaka od osamosvojitve Slovenije. Vnuk je bil deseti strelec prvenstva. Leta 1995 je na Svetovnem prvenstvu dosegel pet golov in tri podaje na štirih tekmah, s čimer je bil najboljši strelec skupine C, reprezentanca pa je zasedla sedmo mesto. V 1995/96 je Olimpija ubranila naslov državnega prvaka, Vnuk pa je bil z enainštiridesetimi goli in dvajsetimi podajami četrti strelec lige. Leta 1996 je na Svetovnem prvenstvu dosegel po pet golov in podaj na sedmih tekmah, reprezentanca pa je osvojila tretje mesto v skupini C. V 1996/97 je Vnuk z Olimpijo osvojil tretji zaporedni naslov prvaka, sam je dosegel triintrideset golov in sedemintrideset podaj, s čimer je bil tretji strelec prvenstva. Leta 1997 je na Svetovnem prvenstvu dosegel šest golov in dve podaji na petih tekmah, s čimer je bil drugič najboljši strelec skupine C, reprezentanca pa se je z drugim mestom uvrstila v skupino B.
Pred sezono 1997/98 je skupaj z Nikom Zupančičem prestopil v avstrijski klub VEU Feldkirch, s katerim je osvojil tako naslov avstrijskega državnega prvaka, kot tudi naslov evropskega prvaka in zmagovalca Alpske lige. Z Zupančičem sta prva in za zdaj edina slovenska hokejista z naslovom evropskega klubskega prvaka. Za končnico državnega prvenstva se je vrnil k Olimpiji in ji z desetimi goli in petimi podajami pomagal do četrtega zaporednega naslova prvaka. V sezoni 1998/99 je Feldkirch izpadel v polfinalu končnice avstrijskega prvenstva, Vnuk je na štiridesetih tekmah dosegel devetnajst golov in štiriindvajset podaj. Leta 1999 je na Svetovnem prvenstvu dosegel po tri gole in podaje na sedmih tekmah, reprezentanca pa je osvojila peto mesto v skupini B. Za sezono 1999/00 se je vrnil k Olimpiji in ji pomagal do naslova državnega prvaka, ki ga je klub ubranil tudi v sezoni 2000/01, ko je Vnuk na štiriindvajsetih tekmah dosegel sedemnajst golov in štirinajst podaj, s čimer je bil šesti strelec lige. Leta 2001 je na Svetovnem prvenstvu v Ljubljani z dvema goloma in šestimi podajami na petih tekmah pomagal slovenski reprezentanci k prvi uvrstitvi v elitno skupini svetovnega hokeja. V 2001/02 je z Olimpijo ponovno ubranil naslov državnega prvaka, k čimer je pripomogel z enajstimi goli goli in šestnajstimi podajami na dvanajstih tekmah, ob tem pa je klub osvojil tudi naslov prvaka Mednarodne lige, kjer je Vnuk dosegel dva gola in štiri podaje na enajstih tekmah.
Pred sezono 2002/03 se je vrnil k Feldkirchu, ki je v končnici avstrijske lige izpadel v četrtfinalu. Vnuk je dosegel dvaindvajset golov in štiriindvajset podaj na petinštiridesetih tekmah. Leta 2003 je na Svetovnem prvenstvu dosegel tri gole in dve podaji na šestih tekmah, reprezentanca pa je izpadla v skupino B. V sezoni 2003/04 je dosegel dvajset golov in triindvajset podaj na sedeminštiridesetih tekmah, Feldkirch pa se s šestim mestom po rednem delu ni uvrstil v končnico. Leta 2004 je zadnjič nastopil na Svetovnem prvenstvu. Dosegel je en gol in štiri podaje na petih tekmah, reprezentanca pa se je ponovno uvrstila v elitno skupino svetovnega hokeja. Za sezono 2004/05 je prestopil v klub EC Villach, ki je izpadel v polfinalu končnice avstrijskega prvenstva, Vnuk je dosegel dvanajst golov in trinajst podaj na tridesetih tekmah. V 2005/06 je prestopil v novoustanovljeni slovenski klub HK Alfa, ki je osvojil četrto mesto v prvenstvu, Vnuk pa je bil z dvajsetimi goli in enaindvajsetimi podajami na osemintridesetih tekmah tretji najboljši strelec prvenstva. Po koncu sezone je prestopil v klub HK Acroni Jesenice, kjer pa je zaradi težje poškodbe kolena odigral le osem tekem v sezoni 2006/07 avstrijskega prvenstva. 7. aprila 2007 je na prijateljski tekmi proti avstrijski reprezentanci odigral svojo zadnjo tekmo za slovensko reprezentanco, v kateri je bil dolgoletni kapetan. Za sezono 2007/08 se je vrnil k Olimpiji, ki ji je s štirinajstimi goli in enaintridesetimi podajami na enainštiridesetih tekmah v rednem delu ter tremi goli in šestimi podajami na petnajstih tekmah končnice pomagal do presenetljivega naslova avstrijskega podprvaka. Od Roberta Ciglenečkega, ki je bil klub zapustil v prvem delu sezone, je prevzel kapitanski trak. V slovenski ligi so osvojili naslov podprvaka, kot tudi v sezoni 2008/09, ko se Olimpija ni uvrstila v končnico avstrijske lige, v rednem delu je Vnuk dosegel devet golov in dvaindvajset podaj na sedeminštiridesetih tekmah. 

»Veliko stvari mi je ostalo v lepem spominu. Najbolj sem se veselil vseh naslovov prvakov, teh pa je bilo kar nekaj. Vedno sem rad zmagoval. Verjetno bom ostal v hokeju, a je težko govoriti v kakšni funkciji. Celo življenje je bilo povezano s hokejem, zato si težko predstavljam, da bi zdaj kar pozabil na to. V reprezentanci je bilo nekaj nepozabnih tekem pred polnim Tivolijem. Drugače pa so bile čudovite vse tekme, na katerih smo zmagali. Nastop med elito je bil tudi čudovit, a je bil daleč od doma.«

Vnuk ob upokojitvi

### Konec kariere
Vnuk je ostal član kluba HDD Tilia Olimpija tudi v sezoni 2009/10 Avstrijske hokejske lige. Oddelal je poletne priprave in tudi zaigral na uvodnih tekmah sezone, nato pa povsem nepričakovano po 8 kolih naznanil konec igralske kariere. 5. oktobra 2009 je na tiskovni konferenci pojasnil svoje vzroke za končanje kariere. Na konferenci je v dar od predsednika Hokejske zveze Slovenije, Ernesta Aljančiča, prejel športno kolo, predsednik kluba Mitja Mejač pa mu je v trajni spomin izročil zadnji dres z njegovim imenom. Vnuk je že ob novici konca kariere napovedal poslovilno tekmo in jo časovno postavil nekje v poletje 2010. Bučen sprejem je nato doživel že na prvi Olimpijini tekmi po koncu kariere 9. oktobra 2009 proti Beljaku, ko so mu v klubu pripravili manjšo poslovilno slovesnost. Olimpija je tedaj vodilno moštvo razširjenega avstrijskega prvenstva Beljak premagala s 3–0. 

## Pregled kariere
Odebeljeno - reprezentančni nastopi, glej tudi Statistika pri hokeju na ledu.
| Moštvo              | Liga                  | Sezona |    | Redni del | Redni del | Redni del | Redni del | Redni del | Redni del |   | Končnica | Končnica | Končnica | Končnica | Končnica | Končnica |
| ------------------- | --------------------- | ------ | -- | --------- | --------- | --------- | --------- | --------- | --------- | - | -------- | -------- | -------- | -------- | -------- | -------- |
| Moštvo              | Liga                  | Sezona | OT | G         | P         | T         | +/-       | KM        | OT        | G | P        | T        | +/-      | KM       |          |          |
| Olimpija Hertz      | Jugoslovanska liga    | 87/88  |    |           |           |           |           |           |           |   |          |          |          |          |          |          |
| Olimpija Hertz      | Jugoslovanska liga    | 88/89  |    |           |           |           |           |           |           |   |          |          |          |          |          |          |
| Medicine Hat Tigers | WHL                   | 89/90  |    | 20        | 2         | 3         | 5         |           | 2         |   |          |          |          |          |          |          |
| Olimpija Hertz      | Jugoslovanska liga    | 90/91  |    |           | 23        | 16        | 39        |           |           |   |          |          |          |          |          |          |
| Jugoslavija         | Svetovno prvenstvo B  | 91     |    | 7         | 1         | 5         | 6         |           | 0         |   |          |          |          |          |          |          |
| Olimpija Hertz      | Slovenska liga        | 91/92  |    |           | 33        | 33        | 66        |           |           |   |          |          |          |          |          |          |
| HK Celje            | Slovenska liga        | 92/93  |    |           | 37        | 17        | 54        |           |           |   |          |          |          |          |          |          |
| Slovenija           | Svetovno prvenstvo C  | 93     |    | 7         | 10        | 4         | 14        |           | 6         |   |          |          |          |          |          |          |
| HK Celje            | Slovenska liga        | 93/94  |    |           | 50        | 23        | 73        |           |           |   |          | 13       | 4        | 17       |          |          |
| Slovenija           | Svetovno prvenstvo C  | 94     |    | 6         | 4         | 2         | 6         |           | 6         |   |          |          |          |          |          |          |
| Olimpija Hertz      | Slovenska liga        | 94/95  |    |           | 26        | 26        | 52        |           |           |   |          |          |          |          |          |          |
| Slovenija           | Svetovno prvenstvo C  | 95     |    | 4         | 5         | 3         | 8         |           | 0         |   |          |          |          |          |          |          |
| Olimpija Hertz      | Slovenska liga        | 95/96  |    |           | 41        | 20        | 61        |           |           |   |          |          |          |          |          |          |
| Slovenija           | Svetovno prvenstvo C  | 96     |    | 7         | 5         | 5         | 10        | +8        | 4         |   |          |          |          |          |          |          |
| Olimpija Hertz      | Slovenska liga        | 96/97  |    |           | 33        | 36        | 69        |           |           |   |          |          |          |          |          |          |
| Slovenija           | Svetovno prvenstvo C  | 97     |    | 5         | 6         | 2         | 8         |           | 2         |   |          |          |          |          |          |          |
| VEU Feldkirch       | Evropska liga         | 97/98  |    | 2         | 0         | 0         | 0         |           | 0         |   | 4        | 1        | 4        | 5        |          | 0        |
| VEU Feldkirch       | Alpska liga           | 97/98  |    |           |           |           |           |           |           |   |          |          |          |          |          |          |
| VEU Feldkirch       | Avstrijska Liga       | 97/98  |    | 12        | 7         | 5         | 12        |           | 8         |   |          |          |          |          |          |          |
| Olimpija Hertz      | Slovenska liga        | 97/98  |    |           |           |           |           |           |           |   |          | 10       | 5        | 15       |          |          |
| VEU Feldkirch       | Evropska liga         | 98/99  |    | 4         | 2         | 4         | 6         |           | 0         |   |          |          |          |          |          |          |
| VEU Feldkirch       | Avstrijska Liga       | 98/99  |    | 40        | 19        | 24        | 43        |           | 0         |   |          |          |          |          |          |          |
| Slovenija           | Svetovno prvenstvo B  | 99     |    | 7         | 3         | 3         | 6         |           | 2         |   |          |          |          |          |          |          |
| Olimpija Hertz      | Mednarodna liga       | 99/00  |    | 31        | 17        | 14        | 31        |           | 14        |   |          |          |          |          |          |          |
| Olimpija Hertz      | Slovenska liga        | 99/00  |    |           |           |           |           |           |           |   |          |          |          |          |          |          |
| Olimpija Hertz      | Slovenska liga        | 00/01  |    | 24        | 15        | 18        | 33        |           | 20        |   |          |          |          |          |          |          |
| Slovenija           | Svetovno prvenstvo D1 | 01     |    | 5         | 2         | 6         | 8         | +4        | 0         |   |          |          |          |          |          |          |
| HDD Olimpija        | Mednarodna liga       | 01/02  |    | 11        | 2         | 4         | 6         | +2        | 0         |   |          |          |          |          |          |          |
| HDD Olimpija        | Slovenska liga        | 01/02  |    | 12        | 11        | 16        | 27        |           | 4         |   |          |          |          |          |          |          |
| EC Feldkirch        | Avstrijska Liga       | 02/03  |    | 45        | 22        | 24        | 46        | +8        | 6         |   |          |          |          |          |          |          |
| Slovenija           | Svetovno prvenstvo A  | 03     |    | 6         | 3         | 2         | 5         | -6        | 0         |   |          |          |          |          |          |          |
| EC Feldkirch        | Avstrijska Liga       | 03/04  |    | 47        | 20        | 23        | 43        | +6        | 12        |   |          |          |          |          |          |          |
| Slovenija           | Svetovno prvenstvo D1 | 04     |    | 5         | 1         | 4         | 5         | +3        | 4         |   |          |          |          |          |          |          |
| EC Villach          | Avstrijska Liga       | 04/05  |    | 30        | 12        | 13        | 25        | +1        | 10        |   |          |          |          |          |          |          |
| HK Alfa             | Slovenska liga        | 05/06  |    | 38        | 20        | 21        | 41        |           | 44        |   |          |          |          |          |          |          |
| Acroni Jesenice     | Avstrijska Liga       | 06/07  |    | 8         | 0         | 1         | 1         | -1        | 8         |   |          |          |          |          |          |          |
| HDD ZM Olimpija     | Avstrijska Liga       | 07/08  |    | 41        | 14        | 31        | 45        | +16       | 22        |   | 15       | 3        | 6        | 9        | 0        | 8        |
| HDD ZM Olimpija     | Slovenska Liga        | 07/08  |    |           |           |           |           |           |           |   | 7        | 0        | 2        | 2        |          | 6        |
| HDD Tilia Olimpija  | Avstrijska liga       | 08/09  |    | 47        | 9         | 22        | 31        | -4        | 28        |   |          |          |          |          |          |          |
| HDD Tilia Olimpija  | Slovenska Liga        | 08/09  |    |           |           |           |           |           |           |   | 7        | 4        | 2        | 6        |          | 2        |
| HDD Tilia Olimpija  | Avstrijska liga       | 09/10  |    | 7         | 0         | 1         | 1         | +1        | 2         |   |          |          |          |          |          |          |
| Skupaj              |                       |        |    | 471       | 477       | 446       | 923       | +37       | 202       |   | 31       | 32       | 23       | 55       |          | 16       |

## Življenje po koncu igralske kariere

### Rožančeva nagrada
Konec novembra 2009 je postal Vnuk prejemnik Rožančeve nagrade za izjemne športne dosežke. Nagrado prejmejo amaterski in profesionalni športni delavci, športniki, športni vzgojitelji in športni novinarji za izjemne dosežke v preteklem letu ali za delo v daljšem obdobju. Ime nagradi je posodil pokojni slovenski književnik Marjan Rožanc, ki je bil med drugim tudi  velik nogometni navdušenec. Ob Vnuku so nagrado leta 2009 prejeli še bivši judoist in trener juda Jože Škraba, plavalski trener in bivši selektor jugoslovanske in slovenske plavalne reprezentance Vladimir Čermak ter bivši atlet, olimpijec, bivši državni rekorder v teku na 100 in 200 m, trener atletike in kasneje priznan atletski sodnik, Marko Račič.

### Dražba dresov
»Pravzaprav sem presenečen, da sem imel te drese še doma. Že med kariero sem jih veliko razdelil in podaril. Veliko mi pomenijo, a prepričan sem, da bodo nekomu zdaj pomenili še več. Imel sem jih v omari. Se bom pač fotografiral z novimi prejemniki in imel spravljene te fotografije. S tem bodo dresi dobili še dodatno vrednost.«

Vnuk v napovedi dražbe
1. decembra 2009 se je pričela spletna dražba Vnukovih dresov, katere izkupiček je bil namenjen dobrodelni organizaciji Rdeča žoga. Izklicna cena vseh dresov je bila 150 evrov, zmagovalci so drese prejeli 21. januarja 2010 na slavnostni prireditvi. Na dražbi je Vnuk preko svoje spletne strani 24ever.si ponudil 9 dresov, pri čemer je enega še pred začetkom dražbe odkupila športna trgovina Intersport, ki je kasneje dobitnika dresa slovenske reprezentance iz sezone 1996/97 izmed vseh dražiteljev izbrala z žrebom. Ostali dresi na dražbi so bili: dres Olimpije iz 2009/10, dres Jesenic iz 2006/07, dres slovenske reprezentance iz 2004, dres jugoslovanske reprezentance iz 1991, dres Celja iz 1993/94, dres Alfe iz 2005/06, dres Beljaka iz 2004/05 in dres Feldkircha iz 1997/98. S tem Vnuk na dražbi izmed klubov, za katere je v karieri igral, ni ponudil le dresa kanadske ekipe Medicine Hat Tigers, ki nastopa v ligi Western Hockey League (WHL).
Skupni izkupiček dražbe je presegel 2000 evrov, najvišjo ceno pa je dosegel dres jugoslovanske reprezentance iz leta 1991, 420 evrov. Od klubskih dresov so zmagoviti dražitelji največ denarja odšteli za dres Feldkircha, 350 evrov.

### Poslovilna tekma
»Hvala za čudovit večer, za vsa ta leta, ki ste jih preživeli z mano. Hvala vsem igralcem Olimpije, ki jim želim veliko sreče v novi sezoni. Hvala Tivoliju in še največja hvala prijateljem iz ekipe 24ever, ki so se odzvali mojemu vabilu. Še nekaj igralcev Olimpije bi si zaslužilo takšno čast, kot je doletela mene. Upam, da je to samo začetek neke nove svetle tradicije.«

Vnuk ob upokojitvi svojega dresa
Poslovilna tekma Tomaža Vnuka se je odvijala 28. avgusta 2010 v Hali Tivoli pred 3.500 gledalci. Revialna tekma, v kateri se je selekcija 24ever pomerila s trenutnim moštvom Olimpije, je simbolično potekala dvakrat po štiriindvajset minut. Za moštvo 24ever, ki so jo sestavljali Tomaž Vnuk ter njegovi klubski in reprezentančni soigralci oziroma trenerji, so nastopili vratarja Luka Simšič in Zvonimir Bolta, branilci Igor Beribak, Valerij Šahraj, Herbert Hochenberger, Michael Stewart, Irek Gimajev, Dejan Varl, Andrej Brodnik, Tom Jug, Bojan Zajc in Samo Kumar ter napadalci Jure Vnuk, Tomaž Vnuk, Ed Kastelic, Rick Nasheim, Bengt-Åke Gustafsson, Ignac Filipovič, Dejan Kontrec, Nik Zupančič, Marjan Gorenc, Toni Tišlar, Bernhard Schmidle, Rok Rojšek, Gregor Polončič, Fritz Ganster, Ildar Rahmatuljin, Thomas Rundqvist. Glavni trener selekcije je bil Kari Savolainen, njegov pomočnik Darko Prusnik, trener vratarjev pa Tone Gale. Od prvotno napovedanega moštva se tekme ni mogel udeležiti le vratar Stanley Reddick. Tekma se je končala z rezultatom 6:5 za selekcijo 24ever, enega od golov pa je dosegel tudi Tomaž Vnuk po samostojnem prodoru. Po tekmi so dres s številko 24 kot prvega pri Olimpiji in tudi na sploh v Sloveniji simbolično obesili pod strop Hale Tivoli.
Leta 2012 je bil sprejet v Slovenski hokejski hram slavnih.

## Zasebno življenje
Tomaž Vnuk ima z ženo Špelo Bračun Vnuk, nekdanjo alpsko smučarko, dva otroka.